# Hämeenlinna
Hämeenlinna (svéd Tavastehus) város Finnországban. Lakosainak száma 2010 januárjában 66 511 volt. A város Häme történelmi régió központja. Itt született Jean Sibelius zeneszerző. 2010-ig a város adott otthont Dél-Finnország tartomány kormányzójának székhelyének. Hämeenlinna Helsinkitől 98 km-re, Tamperétől 73 km-re és Lahtitól 72 km-re terül el.

## Története
A viking korban állt egy Vanaja nevű település a Vanajavesi partján, mely a mai város területén helyezkedett el. A häme-i vár a 13. század végén épült. A vár mellett épült fel a falu, ami 1639-ben szabad királyi városi rangot kapott.
A város híres egyeteméről és iskoláiról, ahol számos híres finn tanult (Jean Sibelius, Eino Leino, Antti Miettinen). Finnország első vasútvonala Hämeenlinna és Helsinki között nyílt meg 1862-ben. A jelenlegi vasútállomás 1921-ben épült.

## Testvérvárosai
| - Bærum, Norvégia - Celle, Németország - Frederiksberg, Dánia - Qeqertarsuatsiaat, Grönland - Hafnarfjörður, Izland | - Tver, Oroszország - Püspökladány, Magyarország - Toruń, Lengyelország - Uppsala, Svédország - Weimar, Németország |